# Любимов Михайло Петрович
Михайло Петрович Любимов (рос. Михаи́л Петро́вич Люби́мов, нар. 27 травня 1934, Дніпропетровськ ) — радянський розвідник, полковник зовнішньої розвідки у відставці. Кандидат історичних наук  . Публіцист, письменник шпигунського жанру . Батько журналіста Олександра Любімова, який нині очолює телекомпанію "BID". Володіє англійською, шведською та данською мовами  .

## Біографія
Народився 27 травня 1934 року в Дніпропетровську в сім'ї співробітника ОГПУ Петра Федоровича Любімова (1900—1978, у 1944—1949 роках — начальник СМЕРШу Прикарпатського військового округу) та Людмили Веніамінівни Любимової (1908—1946). Школу закінчив у Куйбишеві, із золотою медаллю.
У 1958 році закінчив Московський інститут міжнародних відносин (МДІМВ), який, за його словами «тоді був цілком демократичний»  . Кар'єру дипломата розпочав секретарем консульського відділу посольства СРСР у Гельсінкі .

### Служба у розвідці
З 1959 року розпочав роботу у розвідці – у Першому головному управлінні (ПДУ) КДБ СРСР.

У 1961-1965 роках - співробітник резидентури ПГУ КДБ у Лондоні, на посаді другого секретаря посольства  . Імітував симпатизуючого Заходу дипломата, був завсідником лондонських салонів і світських раутів, де часто з'являвся з красунею-дружиною (актрисою), підтримував близькі стосунки з впливовими політиками та великими культурними та громадськими діячами. Серед лондонських друзів отримав прізвисько «Усміхнений Майк» (за його словами – це вигадка). У 1965 році був висланий з Англії як персона нон грата .

Він був надзвичайно привабливий, носив смугастий костюм, пошитий на Севіл-роу, а іноді ітонську краватку. Насправді цей дружньо налаштований російський був одним з талановитих та цілеспрямованих молодих співробітників КДБ, і надалі очолив все антибританське шпигунство на Луб'янці.
— із журналу Daily Express
У 1967—1969 роках Михайло Любимов у Данії як заступник резидента та перший секретар посольства.
В 1974 році призначений заступником начальника третього (англо-скандинавського) відділу ПГУ КДБ. Очолював організацію роботи проти Великої Британії.
Потім, з 1976 року знову працював у Данії (як радник посольства)  .
Повернувся на батьківщину у 1980 році та очолив відділ у Центральному апараті КДБ. Незабаром вийшов у відставку та зайнявся літературною та журналістською діяльністю.

### Літературна діяльність
У 1980-х роках дві п'єси Михайла Любимова були поставлені у театрах СРСР .
З 1987 року Любимов співпрацює з газетою « Цілком таємно » та журналом « Детектив і політика » Юліана Семенова . Як публіцист виступає на підтримку перебудови в журналі " Вогник ", тижневику " Московські новини ", у ряді інших видань.
Широку популярність Михайлу Любимову принесла публікація роману «Життя і пригоди Алекса Уілкі, шпигуна» («І пекло слідувало за ним») в «Вогнику» (1990). Це був один із перших творів у радянській пресі, що розповідали про життя радянських нелегалів за кордоном.
Підсумок подій серпня 1991 року і курс реформ, проголошений Борисом Єльциним, Михайло Любимов не прийняв, що також відбилося у його публікаціях.
У 1995 році Михайло Любимов опублікував мемуарний, сповідальний роман «Записки недолугого резидента, або Блукаючий вогник». Стаття-містифікація «Операція „Голгофа“» [Архівовано 18 лютого 2022 у Wayback Machine.], опублікована того ж року в газеті «Цілком таємно», спричинила гучний скандал. У ній від імені колишнього чекіста розповідалося про план розбудови під кодовою назвою «Голгофа». План полягав у тому, щоб вкинути країну в хаос "дикого капіталізму ", довівши народу незаперечні переваги соціалістичного устрою, а потім, використовуючи обурення мас, повернутися до колишнього ладу. 
У 1996 році Михайло Любимов написав збірку новел «Шпигуни, яких я люблю і ненавиджу» та збірку «Путівник КДБ містами світу».
У 1998 році був опублікований сатиричний роман "Декамерон шпигунів", що розійшовся великим тиражем.
У 2001 році з'явилася книга, в якій Любимов трохи відійшов від улюбленої теми - "Гуляння з Чеширським котом ". Вона присвячена дослідженню душі та вдач англійців, автор порівнює британців та росіян.
У 2010 році книга була перевидана. Можна припустити, що ця книга ґрунтується на раніше підготовленій кандидатській дисертації Михайла Любимова «Особливі риси британського національного характеру та їх використання в оперативній роботі», яку згадує Олег Гордієвський у його книзі «KGB» (стор. 791), що також цитується колишнім співробітником ГРУ в НДР Юрієм Пушкіним («ГРУ в Німеччині. Діяльність радянської військової розвідки до та під час об'єднання Німеччини»).
У 2012 році Михайло Любимов випустив продовження історії про шпигуна Олекса Уілка. Нова книга називається «Постріл», це друга книга «І пекло слідувало за ним». Як пише РБК, у книзі «І пекло слідував за ним» переважна більшість епізодів автобіографічні, а головний антигерой — «щур» усередині російської розвідки — до найменших рис списаний з радянського перебіжчика Олега Гордієвського, який довгі роки був заступником Михайла Любімова, працював на англійську розвідку  .
Багато творів Михайла Любимова перекладені іноземними мовами ( болгарська, сербська, англійська, німецька, чеська та ін.)12[джерело?] .
Михайло Любимов став першим і єдиним радянським розвідником, якому довелося з'їздити в гості до письменника, автора шпигунських романів Джона Ле Карре  .

## Сім'я
Михайло Любимов перебуває у третьому шлюбі. Дружина - Тетяна Сергіївна Любимова (нар. 09.07.1941)
Син - Олександр Любимов (1962), відомий журналіст та телеведучий.
Онуки: Катерина, Кирило, Олег, Костянтин.